# Bert Balk
Berend Martinus (Bert) Balk (Rotterdam, 20 oktober 1947) is een Nederlands econoom en hoogleraar bedrijfskunde aan de Erasmus Universiteit Rotterdam, en een autoriteit op het gebied van micro-economische theorie.
Balk studeerde vanaf 1964 economie en wiskunde aan de Universiteit van Utrecht en de Universiteit Leiden, waarbij hij in 1971 in Leiden afstudeerde in wiskunde. Later in 1984 promoveerde hij in de economie bij Paul Venekamp aan de Universiteit van Amsterdam op het proefschrift "Studies on the construction of price index numbers for seasonal products".
In 1973 ging hij aan het werk bij het Centraal Bureau voor de Statistiek in Voorburg, waar hij vanaf 1975 een van de afdelingschefs was van de afdeling statistieken van de prijzen, en vanaf 1984 hoofd van dit afdeling. Sinds 1994 is hij onderzoeker op de afdeling statistische methoden. Van 1998 tot 2004 is hij tevens directeur van Cerem (Center for Research of Economic Micro-data). Sinds 2004 is hij verder consulent binnen het CBS.
Sinds 2001 was hij bijzonder hoogleraar bij de Erasmus Universiteit Rotterdam bij de Vakgroep Management van Technologie en Innovatie. Zijn leeropdracht luidt de "Meting van prijs-, hoeveelheids-, en productiviteitsveranderingen bij economisch / bedrijfskundig statistisch onderzoek". Hij is hier tevens betrokken bij het Erasmus Research Institute of Management (ERIM). Hij was verder redacteur bij de tijdschriften Journal of Productivity Analysis en Statistica Neerlandica, wetenschappelijke tijdschrift van de Vereniging voor Statistiek en Operationele Research.

## Publicaties
- 1978. Inflatie in Nederland van 1952 tot 1975 : een statistische beschrijving van het verloop van 235 reeksen prijsindexcijfers en een analyse van hun samenhang. Met Gerard Jan van Driel en C. van Ravenzwaaij. 's-Gravenhage : Staatsuitgeverij.
- 1984. Studies on the construction of price index numbers for seasonal products. Proefschrift Amsterdam.
- 1999. Proceedings of the third meeting of the International Working Group on Price Indices. (red.) Voorburg : Statistics Netherlands.
- 1998. Industrial price, quantity, and productivity indices : the micro-economic theory and an application. Boston ; Dordrecht [etc.] : Kluwer Academic Publishers.
- 2001. The residual: on monitoring and benchmarking firms, industries, and economies with respect to productivity. Inaugurele rede Erasmus Universiteit Rotterdam.